# Isuzu Yamada
Pour les articles homonymes, voir Yamada.
Isuzu Yamada (山田五十鈴, Yamada Isuzu), née à Osaka le 5 février 1917 et morte le 9 juillet 2012 à Tokyo, est une actrice japonaise.

## Biographie
Mitsu Yamada est née le 5 février 1917 à Osaka d'un père acteur, spécialisé dans les rôles d'onnagata et d'une mère geisha.
Entrée à la Nikkatsu, dès la prime adolescence comme joueuse de shamisen, elle débute à l'écran en 1930 à l'âge de 13 ans dans Ken o koete de Kunio Watanabe et tourne principalement dans des films historiques dirigés notamment par Tomu Uchida.
Sa rencontre avec Kenji Mizoguchi est décisive : en 1934, alors âgée de dix-sept ans, elle supplante dans le cœur du réalisateur la mémorable Takako Irie. Lorsque Mizoguchi fonde avec le producteur Masaichi Nagata la société de production Daiichi Eiga, il demande à Isuzu Yamada de les rejoindre. Celle-ci accepte et devient l'actrice la mieux payée dans les années trente avec un salaire mensuel de 1000 yens soit dix fois plus que ce qu'elle gagnait à la Nikkatsu. Et c'est avec L'Élégie d'Osaka et Les Sœurs de Gion (1936), dans des rôles d'héroïne révoltée contre sa condition, qu'elle s'impose définitivement.
Après la faillite de la Daiichi Eiga, elle rejoint en 1938 la Tōhō et Mikio Naruse en fait son actrice de prédilection.
Elle défraiera plus tard  la chronique en devenant l'amante du réalisateur Teinosuke Kinugasa avec qui elle tourne La Bataille d'été à Osaka (1937) et La Princesse-serpent (1940). Au cours des années 1940, elle se fait plutôt discrète et se produit plus souvent au théâtre. Toutefois, on retiendra - fait rare pour l'époque - son interprétation de sabreuse dans L'Épée Bijomaru de Kenji Mizoguchi en 1945.
Après-guerre, elle participe à divers mouvements démocratiques et progressistes, puis à la création de la société Shinsei Eiga Sha (1950), sous les auspices du critique marxiste Akira Iwasaki. Elle apparaît ainsi dans des films réalisés par des cinéastes indépendants de gauche, tels que Une femme marche seule sur la terre (1953) de Fumio Kamei ou, la même année, Hiroshima de Hideo Sekigawa. Ce qui ne l'empêche nullement de travailler pour les grandes compagnies. Elle joue des rôles importants pour Mikio Naruse : (Au gré du courant en 1956), Yasujirō Ozu (Crépuscule à Tokyo en 1957) et Akira Kurosawa (Le Château de l'araignée en 1957 ainsi que Le Garde du corps en 1961).
Dans les années soixante, Isuzu Yamada se détourne du cinéma pour se consacrer au théâtre et à la télévision où son rôle le plus connu est dans la série Hissatsu.
Isuzu Yamada s'est mariée quatre fois et a eu une fille, l'actrice Michiko Saga (1935–1992) avec son premier mari Ichiro Tsukida. Son dernier mari, Tsutomu Shimomoto est mort en 2000.
En 2000, elle est la première actrice à recevoir l'ordre de la Culture puis en 2002, elle fait ses adieux à la scène à l'âge de 85 ans.
Isuzu Yamada a tourné dans plus de 250 films entre 1930 et 1985.

## Appréciation
« On parle souvent de l'abnégation de la femme mizoguchienne, mais on oublie l'autre dimension, apportée par Isuzu Yamada, celle d'une femme qui bascule dans la révolte, l'insoumission radicale aux règles de la société », écrit, à son sujet, Charles Tesson.

## Filmographie partielle

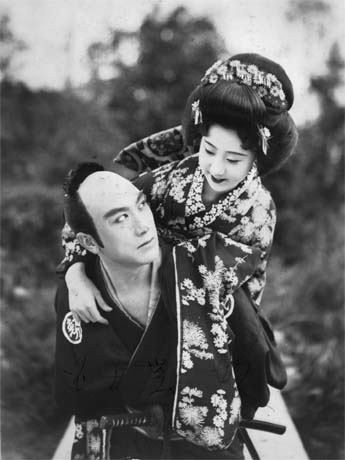
Chiezō Kataoka et Isuzu Yamada dans L'Incomparable Patriote (1932).

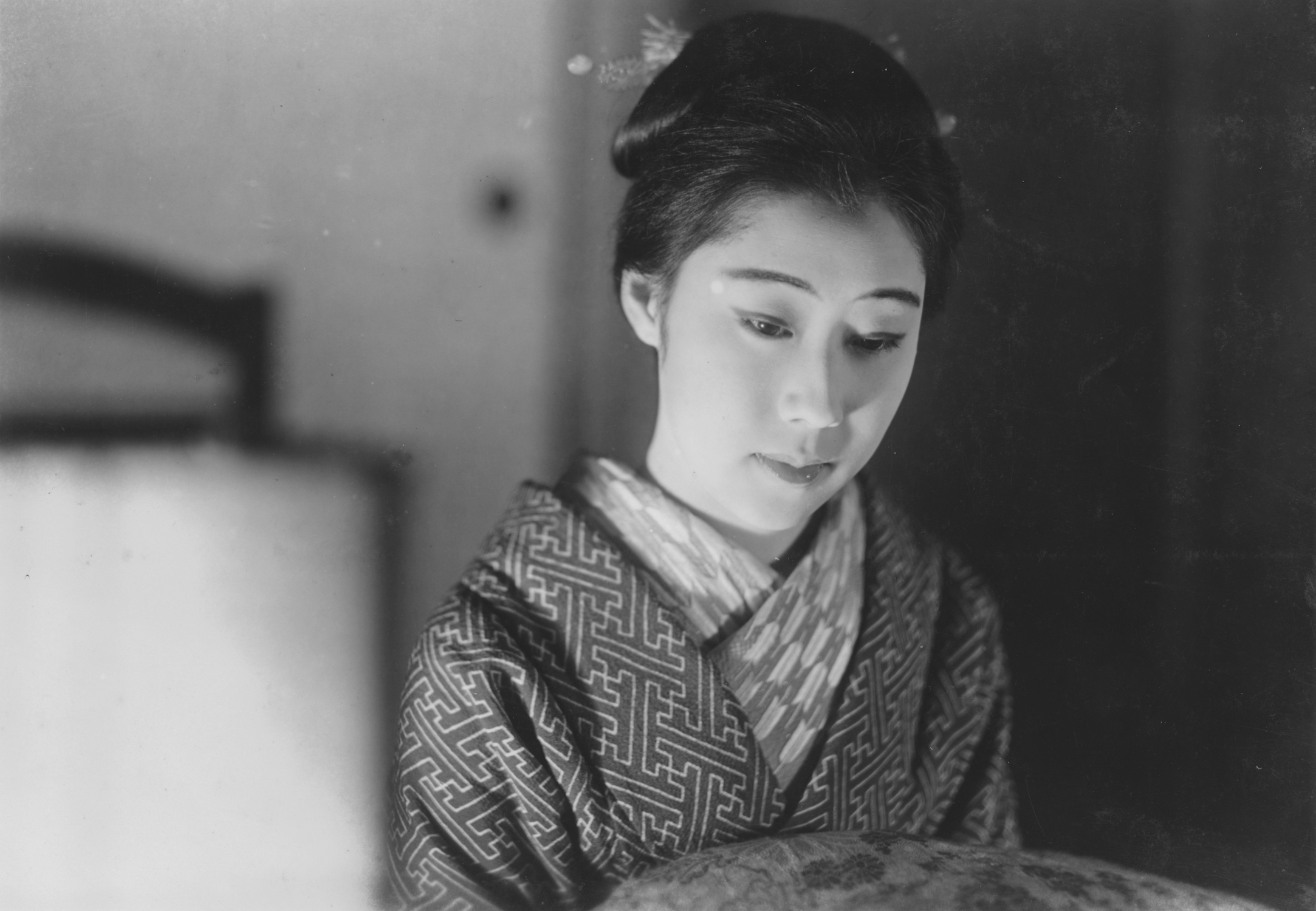
Isuzu Yamada dans La Cigogne en papier (1936).

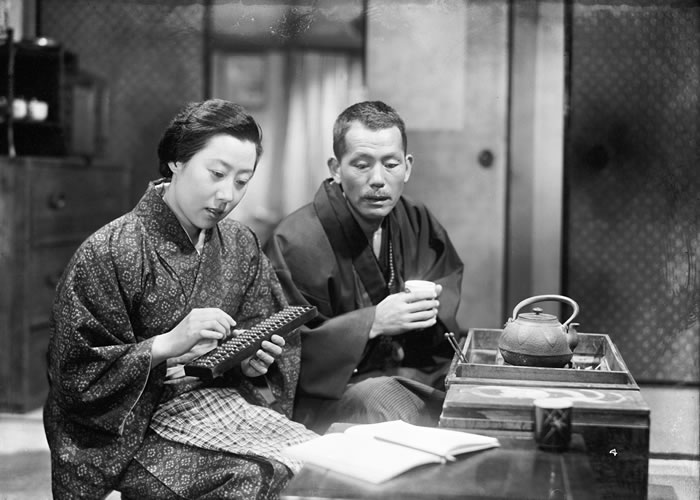
Isuzu Yamada et Chishū Ryū dans Le Plaisir en famille (1951).

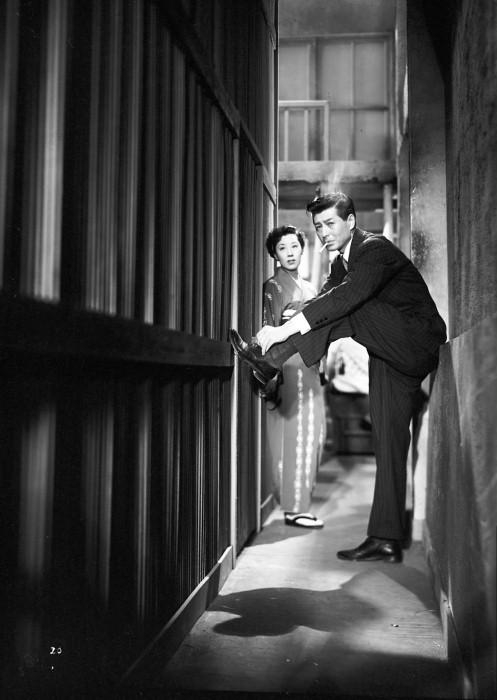
Ryō Ikebe et Isuzu Yamada dans Ceux d'aujourd'hui (1952).

### Cinéma
- 1930 : Tsurugi o koete (剣を越えて?) de Kunio Watanabe
- 1931 : Les Vingt-Six Martyrs japonais (殉教血史 日本二十六聖人, Junkyō kesshi Nihon nijūroku seijin?) de Tomiyasu Ikeda
- 1932 : L'Incomparable Patriote (國士無双, Kokushi musō?) de Mansaku Itami
- 1934 : Le Col de l'amour et de la haine (愛憎峠, Aizo toge?) de Kenji Mizoguchi
- 1935 : La Cigogne en papier (折鶴お千, Orizuru Osen?) de Kenji Mizoguchi
- 1935 : Oyuki la vierge (マリヤのお雪, Maria no Oyuki?)  de Kenji Mizoguchi
- 1935 : Ojō Okichi (お嬢お吉?) de Tatsunosuke Takashima : Okichi[7]
- 1936 : L'Élégie d'Osaka (浪華悲歌, Naniwa erejii?) de Kenji Mizoguchi
- 1936 : Les Sœurs de Gion (祇園の姉妹, Gion no kyōdai?) de Kenji Mizoguchi
- 1937 : La Bataille d'été à Osaka (大阪夏の陣, Ōsaka natsu no jin?) de Teinosuke Kinugasa
- 1938 : Tsuruhachi et Tsurujiro (鶴八鶴次郎, Tsuruhachi Tsurujirō?) de Mikio Naruse
- 1940 : La Princesse serpent I (蛇姫様, Hebihime-sama?) de Teinosuke Kinugasa
- 1940 : La Princesse serpent II (続蛇姫様, Zoku hebihime-sama?) de Teinosuke Kinugasa
- 1941 : L'Homme qui a disparu hier (昨日消えた男, Kinō kieta otoko?) de Masahiro Makino
- 1941 : La Lune de Shanghai (上海の月, Shanhai no tsuki?) de Mikio Naruse
- 1943 : La Chanson de la lanterne (歌行燈, Uta andon?) de Mikio Naruse
- 1944 : Le Chemin du drame (芝居道, Shibaidō?) de Mikio Naruse
- 1945 : L'Épée Bijomaru (名刀美女丸, Meito bijomaru?) de Kenji Mizoguchi
- 1947 : L'Actrice (女優, Joyu?) de Teinosuke Kinugasa
- 1950 : L'Amour d'une mère (母情, Bojō?) de Hiroshi Shimizu
- 1951 : Le Plaisir en famille (我が家は楽し, Waga ya wa tanoshi?) de Noboru Nakamura
- 1951 : Le Palanquin mystérieux (おぼろ駕籠, Oborokago?) de Daisuke Itō : Misawa Chūrō
- 1951 : Cinq hommes d'Edo (大江戸五人男, Ōedo gonin otoko?) de Daisuke Itō
- 1952 : Si elle est mère, si elle est femme (母なれば女なれば, Haha nareba onna nareba?) de Fumio Kamei
- 1952 : Ceux d'aujourd'hui (現代人, Gendai-jin?) de Minoru Shibuya
- 1952 : Tempête sur Hakone (箱根風雲録, Hakone fūunroku?) de Satsuo Yamamoto
- 1953 : Une femme marche seule sur la terre (女ひとり大地を行く, Onna hitori daichi o iku?) de Fumio Kamei
- 1953 : Hiroshima (ひろしま, Hiroshima?) de Hideo Sekigawa
- 1953 : Epitome (縮図, Shukuzu?) de Kaneto Shindō
- 1954 : Tōjin Okichi (唐人お吉?) de Mitsuo Wakasugi (ja)
- 1954 : Trois amours (三つの愛, Mittsu no ai?) de Masaki Kobayashi
- 1955 : Croissance (たけくらべ, Takekurabe?) de Heinosuke Gosho
- 1955 : Le Christ en bronze (青銅の基督, Seidō no Kirisuto?) de Minoru Shibuya
- 1955 : Ishigassen (石合戦?) de Mitsuo Wakasugi (ja)
- 1956 : Au gré du courant (流れる, Nagareru?) de Mikio Naruse
- 1956 : Boshizō (母子像?) de Kiyoshi Saeki
- 1956 : Le Chat, Shozo et ses deux maitresses (猫と庄造と二人のをんな, Neko to Shozo to futari no onna?) de Shirō Toyoda
- 1957 : Le Château de l'araignée (蜘蛛巣城, Kumonosu-jō?) d'Akira Kurosawa
- 1957 : La Rivière noire (黒い河, Kuroi kawa?) de Masaki Kobayashi
- 1957 : Crépuscule à Tokyo (東京暮色, Tōkyō boshoku?) de Yasujirō Ozu
- 1957 : Les Bas-fonds (どん底, Donzoko?) d'Akira Kurosawa
- 1957 : Le Faubourg (下町, Shitamachi?) de Yasuki Chiba
- 1960 : Le Fils de famille (ぼんち, Bonchi?) de Kon Ichikawa
- 1960 : Courant du soir (夜の流れ, Yoru no nagare?) de Mikio Naruse et Yūzō Kawashima
- 1961 : Le Garde du corps (用心棒, Yōjinbō?) d'Akira Kurosawa
- 1961 : Histoire du château d'Osaka (大阪城物語, Ōsaka-jō monogatari?) de Hiroshi Inagaki
- 1967 : Histoire secrète d'Oku (大奥㊙物語, Ōku maruhi monogatari?) de Sadao Nakajima
- 1975 : Kenji Mizoguchi ou la vie d'un artiste (ある映画監督の生涯 溝口健二の記録, Aru eiga-kantoku no shōgai Mizoguchi Kenji no kiroku?) de Kaneto Shindō (documentaire) : elle-même
- 1978 : Le Samouraï et le Shogun (柳生一族の陰謀, Yagu ichizoku no inbo?) de Kinji Fukasaku
- 1982 : Giwaku (疑惑?) de Yoshitarō Nomura : Tokie Horiuchi

### Télévision
- 1985 : Hissatsu série télévisée de 26 épisodes

### Documentaire
- 2002 : Kurosawa Akira: Tsukuru to iu koto wa subarashii de Yoshinari Okamoto

## Doublage
- 1961 : Le Plus Petit Guerrier (安寿と厨子王丸, Anju to Zushiōmaru?) de Yūgo Serikawa et Taiji Yabushita : Yashio (voix)

## Distinctions

### Décorations
- 1993 : Personne de mérite culturel
- 2000 : Ordre de la Culture

### Récompenses
- 1953 : prix Blue Ribbon de la meilleure actrice pour Ceux d'aujourd'hui et Tempête sur Hakone[8]
- 1953 : prix du film Mainichi de la meilleure actrice pour Ceux d'aujourd'hui et Tempête sur Hakone[9]
- 1956 : prix Blue Ribbon du meilleur second rôle féminin pour Croissance et Ishigassen[10]
- 1957 : prix Blue Ribbon de la meilleure actrice pour Le Chat, Shozo et ses deux maitresses, Au gré du courant et Boshizō[11]
- 1957 : prix Kinema Junpō de la meilleure actrice pour Le Chat, Shozo et ses deux maitresses et Au gré du courant[12]
- 1957 : prix du film Mainichi de la meilleure actrice pour Le Chat, Shozo et ses deux maitresses, Au gré du courant et Boshizō[13]
- 1957 : prix Kinema Junpō de la meilleure actrice pour Le Château de l'araignée, Les Bas-fonds et Le Faubourg[12]
- 1993 : prix Asahi dans la catégorie Littérature, art, sports et éducation
- 1995 : prix spécial aux Japan Academy Prize[14]
- 2001 : prix spécial aux Japan Academy Prize[15]